# Château de Dareizé
Le château de Dareizé est un château français du XIXe siècle situé dans la commune de Dareizé, dans le département du Rhône et la région Rhône-Alpes.

## Histoire
Le château de Dareizé a été construit vers 1850 par un industriel de Tarare, ville proche dont l’histoire est liée à celle du textile. 
Dans la deuxième moitié du XIXe siècle, Tarare est alors « cité des mousselines » pour devenir au XXe siècle « capitale du rideau ».
Le domaine change de main en 1880 et devient propriété de la même famille pendant plus d’un siècle. La demeure se trouve sur la commune de Dareizé, petit village niché au milieu des vignobles du Beaujolais et médaille d’or des villages fleuris de la région.
On trouve déjà trace de Dareizé au XIe siècle. Son nom proviendrait du patois « darèzes » signifiant barrières ; « darèzes » étant lui-même un dérivé de « doroton », la porte, qui donna le terme anglais de « door ».
Le Beaujolais est connu pour ses collines vallonnées couvertes de vignobles et de villages aux maisons de pierres dorées.